# 五色 (仏教)
五色（ごしき）は、仏教において如来の精神や智慧を5つの色で表す。青・黄・赤・白・黒が基本となる五色だが、青の代用に緑、黒の代用に樺色や紫を使うことがある。

## 国際仏旗
仏旗（国際仏旗）で用いられる色は、以下の5色である。
- 青 - 如来の毛髪の色で、心乱れず穏やかな状態で力強く生き抜く、定根（じょうこん）・禅定（ぜんじょう）を表す
- 黄 - 如来の身体の色で、豊かな姿で確固とした揺るぎない性質、金剛（こんごう）を表す
- 赤 - 如来の血液の色で、大いなる慈悲の心で人々を救済することが止まることのない、精進（しょうじん）を表す
- 白 - 如来の仏歯の色で、清らかな心で諸々の悪業や煩悩の苦しみを清める、清浄（しょうじょう）を表す
- 樺 - 如来の袈裟の色で、あらゆる侮辱や迫害、誘惑などによく耐えて怒らぬ、忍辱（にんにく）を表す

日本で旧来から用いられている仏旗の色は、青が緑、樺が紫である。

## 真言密教
真言密教では、5つの色を以下のように配当している。なお、これには経軌による差異もある。

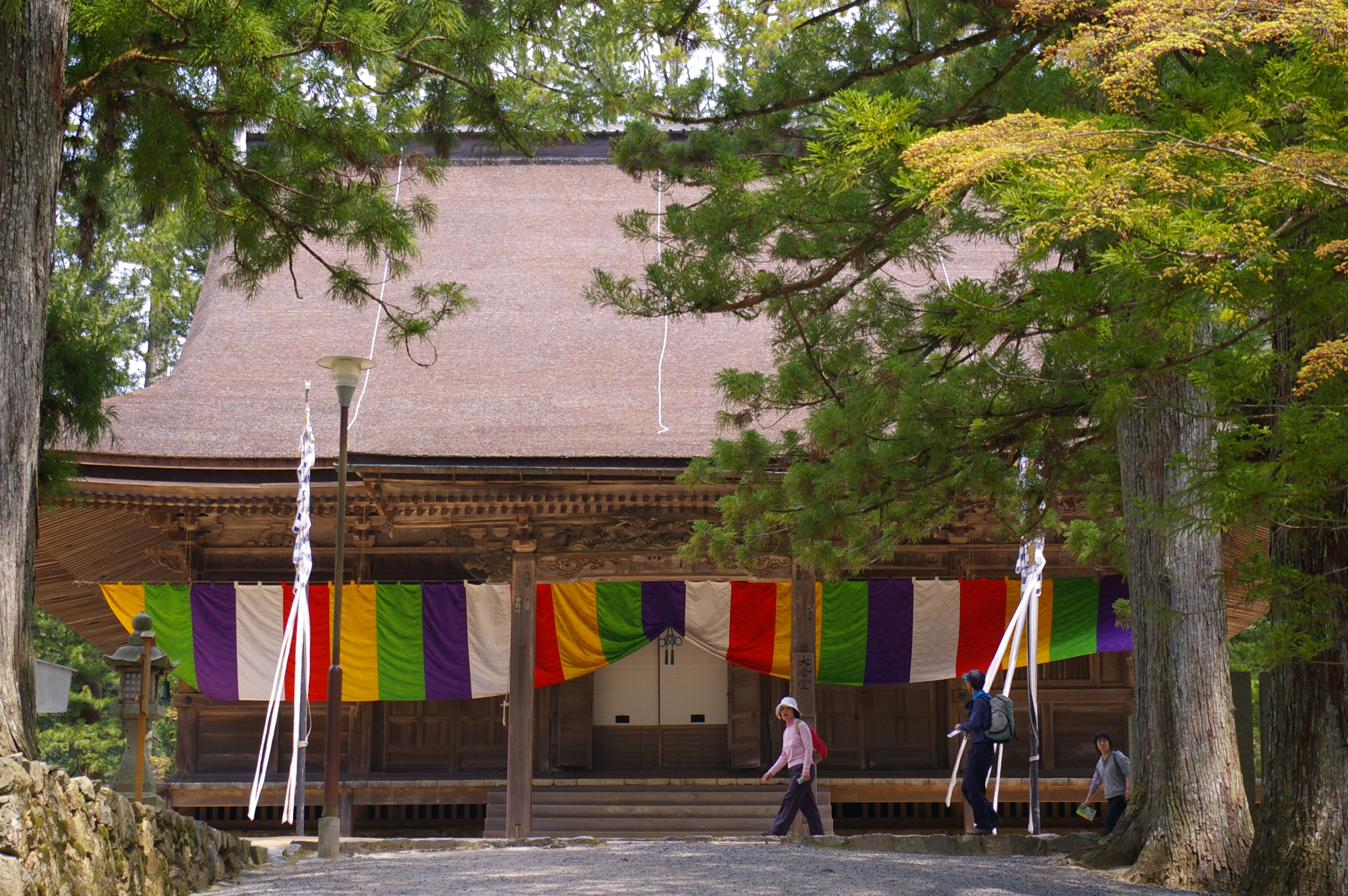
五色幕
金剛峰寺 壇上伽藍 大会堂

| 色                  | 方位 | 五智如来     | 智慧の説明                                                                        |
| ------------------- | ---- | ------------ | --------------------------------------------------------------------------------- |
| 青色                | 東方 | 阿閦如来     | 大円鏡智（だいえんきょうち） 鏡のように、現世の全てものを差別なく映し出す智慧     |
| 黄色 （金色）       | 南方 | 宝生如来     | 平等性智（びょうどうしょうち） すべての現世のものが平等であることを知る智慧       |
| 白色                | 中央 | 大日如来     | 法界体性智（ほうかいたいしょうち） 物事の本質を明らかにし、統合させて絶対なる智慧 |
| 赤色                | 西方 | 阿弥陀如来   | 妙観察智（みょうかんざっち） すべての現世のものを正しく見極める智慧               |
| 黒色 （雑色・五色） | 北方 | 不空成就如来 | 成所作智（じょうそさち） すべての現世のものを完成させる智慧                       |